# Madonna Schacht
Madonna Schacht (1940) è un'ex tennista australiana.

## Biografia
Era considerata un'icona di bellezza negli anni 1960 guadagnandosi la copertina di Sports Illustrated. Si è sposata con Rudi Weber ed insieme hanno avuto un figlio, è stata al centro di una battaglia legale con il marito dopo che quest'ultimo si è trasferito in Europa con il bambino. Nell'agosto 1974 dopo oltre un anno ha vinto la causa per la custodia del figlio riuscendo a tornare a Brisbane.

## Carriera
Ottiene i primi risultati importanti agli Australian Championships, tra il 1961 e il 1966 raggiunge per quattro volte le semifinali del doppio femminile con partner diversi, nel singolare avanza in tre occasioni ai quarti di finale venendo fermata per due volte da Margaret Court.
Ha vinto i tornei degli Irish Open 1962 e il Catania Open 1964, in quest'ultima stagione sconfigge Billie Jean King nei quarti di finale dei Victorian Championships.
Nel 1965 ottiene successi in Italia, durante i Campionati Internazionali di Sicilia vince il titolo sia in singolare che nel doppio misto mentre agli Internazionali d'Italia conquista il doppio insieme a Annette Van Zyl. 
Si è ritirata al termine del 1966, in stagione aveva raggiunto i quarti di finale agli U.S. National Championships.